# Aérodrome de L'Île-d'Yeu
L’aérodrome de L'Île-d'Yeu (code IATA : IDY • code OACI : LFEY) est un aérodrome français situé sur la commune de L'Île-d'Yeu à 3,5 km au sud-ouest de Port-Joinville dans le département de la Vendée et la région Pays de la Loire.

## Histoire
L'aérodrome était d'abord un terrain annexe du Centre d’Aviation Maritime de Pornic utilisé par l’armée en 1917/1918 puis un terrain privé utilisé de 1969 à 1977, sur l'emplacement ou à proximité immédiate de l'ancien terrain militaire. 
Il a été ouvert à la circulation aérienne publique le 2 juillet 1968.
L’aérodrome du Grand Phare est majoritairement utilisé par des avions de tourisme à raison de 13 336 mouvements en 2019 (dont 263 mouvements commerciaux), c'est la 3ème destination française la plus appréciée des pilotes privés.
La fréquentation estivale est particulièrement importante. L’île d’Yeu constitue une destination aéronautique appréciée du fait de l’attraction insulaire et d’un accès direct aux plages.
La capacité en parking permet l’accueil de plus de 70 aéronefs.

## Vols commerciaux
L'aérodrome a été relié au continent par différentes compagnies au fil du temps :
- Fin des années 70, la compagnie Nantaise "Général Aviation" desservait de façon régulière l'aéroport de Nantes[3] ligne reprise par la compagnie aérienne Air Vendée en 1979[4].

- Dans les années 80, c'était toujours la compagnie aériennes Air Vendée qui assurait les liaisons vers Nantes ou La Roche-sur-Yon en avion Beechcraft King Air 100 de 12 places ou en Dornier 228 de 19 places[5].
- Au milieu des années 90, la compagnie Air West reliait l'île à Nantes en 15 minutes mais aussi à Paris en vol direct de 1 h 30[6]. En 1996, elle avait transporté plus de 5 000 passagers[6].
- En 2005, la compagnie Atlantic AirLift, d'existence éphémère avant sa faillite en 2006, lance une liaison vers l'aéroport de Nantes Atlantique[7].
- La compagnie Air-Ouest by Vendée Aviation, basée sur l'aérodrome des Sables-d'Olonne, proposait en 2017 des vols passagers à la demande vers La Roche-sur-Yon ou Les Sables-d'Olonne.

Aujourd'hui , la compagnie Oya Vendée Hélicoptères propose des liaisons de moins de 10 minutes par hélicoptère entre l'Île-d'Yeu et Beauvoir-sur-Mer.

## Renseignements divers
Le Visual flight rules (VFR) de nuit est agréé avec limitations, il est réservé aux pilotes autorisés.
L'aéroclub de L'Île-d'Yeu nommé Raymond Priet du nom de son président à la création en 1978, propose une école de pilotage, des vols de nuit, des baptêmes de l'air, des vols d'initiation avec moniteur, etc.